# Klingenbrunn (Spiegelau)
Klingenbrunn ist ein Gemeindeteil der Gemeinde Spiegelau im niederbayerischen Landkreis Freyung-Grafenau.

## Lage
Das etwa 950 Einwohner zählende Pfarrdorf liegt in einer Höhenlage von 820 Metern an der Straße zwischen Frauenau und Spiegelau.

## Geschichte
Der erste Hinweis auf einen „Cunradus de Chlingenprunne“ stammt schon aus dem Jahr 1250. 1395 war Klingenbrunn mit zehn Lehen ein ansehnliches Dorf. Im Bärnsteiner Scharwerksgeldregister findet man 1488 erste Hinweise auf eine Glashütte in Klingenbrunn. In der Landkarte des Philipp Apian von 1568 ist es als Klingenprun eingezeichnet. Der Name stammt aus dem Althochdeutschen und bedeutet so viel wie „plätschernde Quelle“.
Die Besitzer wechselten häufig, bis das gesamte Hüttengut Klingenbrunn 1752 versteigert wurde. 1753 erwarb Christoph Hilz das Hüttengut, das nun im Besitz der Familie Hilz (ab 1806 von Hilz) blieb. 1832 verkaufte Felix von Hilz das Gut Klingenbrunn für 107.000 Gulden an das Königreich Bayern. Der Staat behielt nur die Wälder, verkaufte den Glashüttenbetrieb an ein Investorenkonsortium. Der Betrieb in Neuhütte wurde wegen Baufälligkeit eingestellt und weiterverkauft. Die Glashütte in Althütte wurde noch bis 1839 weitergeführt. Danach wurde die Glasproduktion nach Flanitzhütte verlegt.
1833 wurde das Forstrevier Klingenbrunn begründet und ein Forsthaus errichtet. 1834 entstand die Gemeinde Klingenbrunn, zu der damals auch Spiegelau gehörte. 1844 erbaute man eine Dorfkapelle, die 1845 benediziert wurde. Die Gründung der Freiwilligen Feuerwehr Klingenbrunn erfolgte am 25. September 1876. Als am 1. September 1890 die Bahnstrecke Zwiesel–Grafenau eröffnet wurde, erhielt auch Klingenbrunn eine Bahnstation, allerdings weitab nordöstlich des Ortes in einer Höhenlage von 769 Metern.
1909 wurde Klingenbrunn Expositur, 1921 Pfarrei. 1927 wurde die Klingenbrunner Kirche „Maria Hilfe der Christen“ erbaut.
Am 14. August 1959 änderte man den Namen der Gemeinde Klingenbrunn in Gemeinde Spiegelau. Seitdem ist Klingenbrunn nur noch ein Gemeindeteilname. 1975 wurde am Bahnhof Klingenbrunn eine Wetterstation eingerichtet.
Viele Wanderwege führen von Klingenbrunn in die Gegend des Großen und Kleinen Rachel oder zum Eschenberg und Wagensonnriegel. Bekannt ist Klingenbrunn auch als vorübergehender Aufenthaltsort des Philosophen Friedrich Nietzsche im Sommer 1876 im Gasthaus Zum Ludwigstein, wo er in einem Brief an seine Schwester enthusiastisch die „selige Stille“ und „der Berge Freiheit“ pries.

## Sehenswürdigkeiten
- An der Stelle der alten Dorfkapelle erbaute Architekt Michael Kurz 1927 die Pfarrkirche Maria, Hilfe der Christen.
- 400 Meter nördlich des Ortszentrums steht am Waldrand eine Fatimakapelle.

## Klingenbrunn Bahnhof
Vier Kilometer nordwestlich von Klingenbrunn liegt die eigenständige Ortschaft Klingenbrunn Bahnhof. Hier befindet sich der Haltepunkt Klingenbrunn an der Bahnstrecke Zwiesel–Grafenau, der nur bei Bedarf bedient wird. Das für den Bahnbetrieb nicht mehr genutzte Empfangsgebäude ist ein geschütztes Baudenkmal. An der Messstation des Deutschen Wetterdienstes in Klingenbrunn Bahnhof werden regelmäßig Temperaturen gemessen, die zu den tiefsten an bewohnten Orten in Deutschland zählen.